# 注射用水
注射用水是无明显污染的超高品质水。無菌版本用于配制注射用溶液。在使用前通常必须添加其他物质，以使溶液接近等張状态。可以靜脈注射、肌肉注射或皮下注射。生產時，先製造非无菌版本，在生产过程的后期再进行殺菌後，達到無菌狀態。
若在未调节成等渗透壓就将純水注射到静脉中，可能会造成溶血反應。進一步导致腎功能衰竭。注射过量可能造成血容量過多。注射用水一般采用蒸馏或逆滲透方法制成。每 100 毫升溶液中，除了水外的成份應少于 1 毫克。也有含有抑菌藥的版本。
名列世界卫生组织基本药物标准清单。注射用水屬非处方药，可在一般藥局购买。